# Hibernian Football Club 2024-2025
Questa voce raccoglie le informazioni riguardanti l'Hibernian Football Club nelle competizioni ufficiali della stagione 2024-2025.

## Stagione
- In Scottish Premiership l'Hibernian si classifica al terzo posto (58 punti), dietro ai Rangers e davanti al Dundee Utd, qualificandosi così in Europa League.
- In Scottish Cup viene eliminato ai quarti di finale dal Celtic (0-2).
- In Scottish League Cup viene eliminato al secondo turno dal Celtic (1-3).

## Maglie e sponsor
Il fornitore tecnico per la stagione 2024-2025 è Joma, mentre lo sponsor ufficiale è Bevvy.com.
| Casa | Trasferta | Terza divisa |

## Rosa
| N. |                        | Ruolo | Calciatore      |
| -- | ---------------------- | ----- | --------------- |
| 1  | Inghilterra (bandiera) | P     | Josef Bursik    |
| 2  | Australia (bandiera)   | D     | Lewis Miller    |
| 4  | Inghilterra (bandiera) | D     | Marvin Ekpiteta |
| 5  | Irlanda (bandiera)     | D     | Warren O'Hora   |
| 6  | Galles (bandiera)      | C     | Dylan Levitt    |
| 7  | Francia (bandiera)     | A     | Élie Youan      |
| 8  | Gambia (bandiera)      | C     | Alasana Manneh  |
| 9  | Suriname (bandiera)    | A     | Dylan Vente     |
| 10 | Australia (bandiera)   | A     | Martin Boyle    |
| 11 | Inghilterra (bandiera) | C     | Joe Newell      |
| 12 | Scozia (bandiera)      | D     | Chris Cadden    |
| 13 | Inghilterra (bandiera) | P     | Jordan Smith    |
| 14 | Inghilterra (bandiera) | C     | Luke Amos       |
| 15 | Australia (bandiera)   | D     | Jack Iredale    |
| 17 | Inghilterra (bandiera) | A     | Harry McKirdy   |

| N. |                          | Ruolo | Calciatore          |
| -- | ------------------------ | ----- | ------------------- |
| 18 | Corea del Sud (bandiera) | C     | Kwon Hyeok-kyu      |
| 19 | Scozia (bandiera)        | D     | Nicky Cadden        |
| 20 | Scozia (bandiera)        | A     | Kieron Bowie        |
| 21 | Inghilterra (bandiera)   | D     | Jordan Obita        |
| 22 | Guyana (bandiera)        | C     | Nathan Moriah-Welsh |
| 23 | Canada (bandiera)        | A     | Junior Hoilett      |
| 26 | Australia (bandiera)     | C     | Nectarios Triantis  |
| 27 | Inghilterra (bandiera)   | D     | Kanayo Megwa        |
| 29 | Portogallo (bandiera)    | A     | Jair Tavares        |
| 32 | Scozia (bandiera)        | C     | Josh Campbell       |
| 33 | RD del Congo (bandiera)  | D     | Rocky Bushiri       |
| 34 | Inghilterra (bandiera)   | A     | Dwight Gayle        |
| 35 | Scozia (bandiera)        | C     | Rudi Molotnikov     |
| 99 | Ucraina (bandiera)       | A     | Mykola Kukharevych  |